# Wilhelm Bertelsmann (Chemiker)
Wilhelm Heinrich Bertelsmann (* 11. Mai 1873 in Bielefeld; † 9. November 1950 in Berlin) war ein deutscher Techniker und Chemiker.
Er studierte in Berlin, Karlsruhe und Basel.
In Karlsruhe wurde er Mitglied der Burschenschaft Germania (heute Teutonia). Später war Bertelsmann Chemiker auf der Grube Messel bei Darmstadt, dann Betriebsleiter der Kokerei Stinnes bei Carnap, später der Siegersdorfer Werke in Siegersdorf. 1902 wurde er Chefchemiker bei den städtischen Gaswerken Berlin, 1930 Direktor der Zentralen Gasverwertung und war von 1933 bis zu seiner Pensionierung 1939 Geschäftsführer der Gesellschaft für Gasentgiftung. Bertelsmann verfasste unter anderem ein Lehrbuch der Leuchtgasindustrie (2 Bde., 1911).

## Werktitel
- Lehrbuch der Leuchtgasindustrie